# ذخیره‌گاه طبیعی سوسوای کوچک
ذخیره‌گاه طبیعی سوسوای کوچک (روسی: Малая Сосьва заповедник) یک منطقه حفاظت‌شده در ناحیه خودگردان خانتی-مانسی کشور روسیه است.